# Quamtana kabale
Quamtana kabale là một loài nhện trong họ Pholcidae. Loài này được phát hiện ở Oeganda.